# Portul Odesa
Portul Odesa, aflat lângă orașul Odesa, este cel mai mare port maritim ucrainean și unul dintre cele mai mari porturi din bazinul Mării Negre, cu o capacitate anuală de 50 milioane tone (25 milioane tone încărcătură solidă în vrac și 25 milioane tone încărcătură lichidă în vrac). Portul are acces direct la rețeaua de cale ferată, ceea ce permite un transfer rapid al mărfii de pe mare pe cale terestră. Împreună cu porturile-satelit Ciornomorsk (1958) și Iujne (1973), portul Odesa reprezintă un nod major de transport de mărfuri și pasageri pentru Ucraina.

## Amplasare
Portul se află pe țărmul vestic al Golfului Odesa. Acesta conține mai multe porturi (în sensul strict al termenului) despărțite unul de altul de o serie de jetele, în timp ce portul artificial propriu-zis este ferit de largul mării de câteva spargevaluri lungi amplasate în Golful Odesa. În apropierea jetelei sudice (rada Carantinei) se găsește un terminal de pasageri, iar la jetela Nova - un hotel cu mai multe etaje. Șantierul naval ”Ucraina” este plasat înspre centru. În porțiunea nordică se află principalele terminale de cereale și petrol, în timp ce la capătul sudic este un terminal de petrol mai mic printre cheiurile pentru încărcarea și descărcarea containerelor.

## Istorie

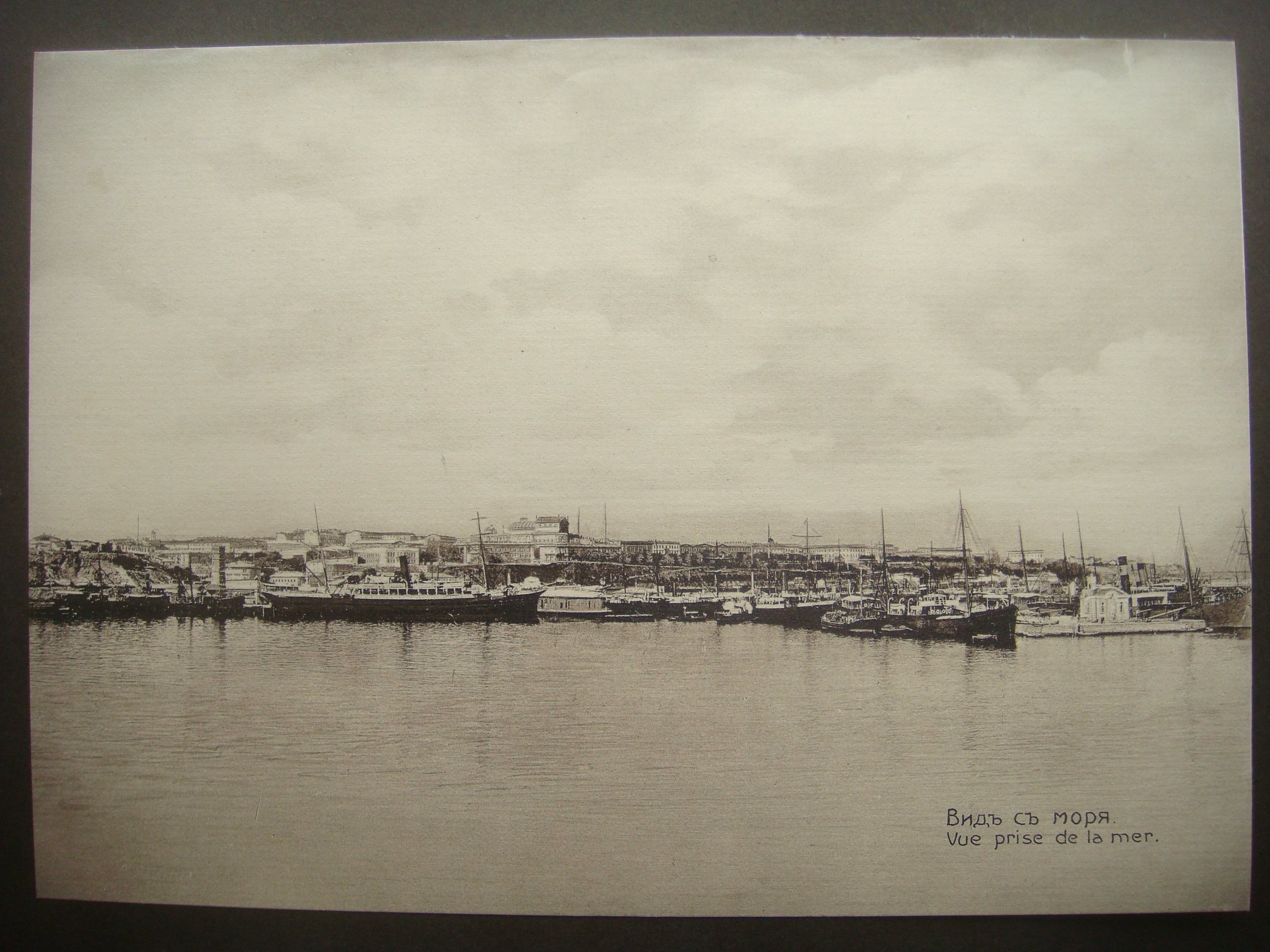
Vedere a portului dinspre mare. Fotografie de la înc. sec. XX

În vara anului 1793 José de Ribas a fost însărcinat cu construcția cetății Hadjibei și a noului port din preajma acesteia. Conducerea Imperiului Țarist acorda o atenție deosebită exportului produselor din Novorusia și Ucraina pe cale maritimă, de aceea a și dispus construcția portului.
Finanțarea s-a petrecut treptat. În 1794 au fost cheltuite 38.900 ruble pentru construcția portului, în 1795 - 87.000 ruble, dar lucrările au fost întrerupte în 1796 din cauza morții Ecaterinei a II-a. În ianuarie 1800, țarul Pavel I a mai acordat 250.000 ruble autorităților orașului pentru continuarea construcției, în ciuda faptului că tot el a caracterizat portul drept inutil în 1797. Primul proiect al portului a fost realizat de inginerul flamand François Sainte de Wollant.
La începutul sec. XIX Odesa devine treptat centrul comercial al nordului Mării Negre și al doilea cel mai important port al Rusiei, după Sankt Petersburg. Încep să acosteze acolo corăbii din toată Marea Mediterană: franceze, italiene, grecești, turcești, austriece. Din 1803 au fost micșorate taxele vamale în oraș, ceea ce a dus la creșterea volumului de mărfuri care treceau prin port. În 1804 din Odesa au plecat 449 corăbii transportând grâu în valoare de 3,367 milioane de ruble, în 1808 grâul exportat a însumat 6 milioane ruble. Pe atunci existau trei moluri: al lui Platon (după Platon Zubov, un favorit al Ecaterinei a II-a), al Carantinei și cel Militar. Toate trei au început să fie construite în 1794, dar molul Carantinei a fost terminat în proporție de numai 39% înainte de stoparea lucrărilor în 1797. Pe parcursul sec. XIX cele trei moluri au fost modernizate și extinse de mai multe ori.
În 1814 portul a înregistrat o cifră de afaceri de 25 milioane ruble (din totalul de 45 milioane ale tuturor porturilor de la Marea Neagră și Azov). La 16 aprilie 1817, noul primar al Odesei, Langeron, a convins autoritățile să deschidă primul port liber de pe teritoriul Imperiului Rus. Portul liber Odesa s-a deschis la 15 august 1819 și a continuat să existe timp de 40 de ani.

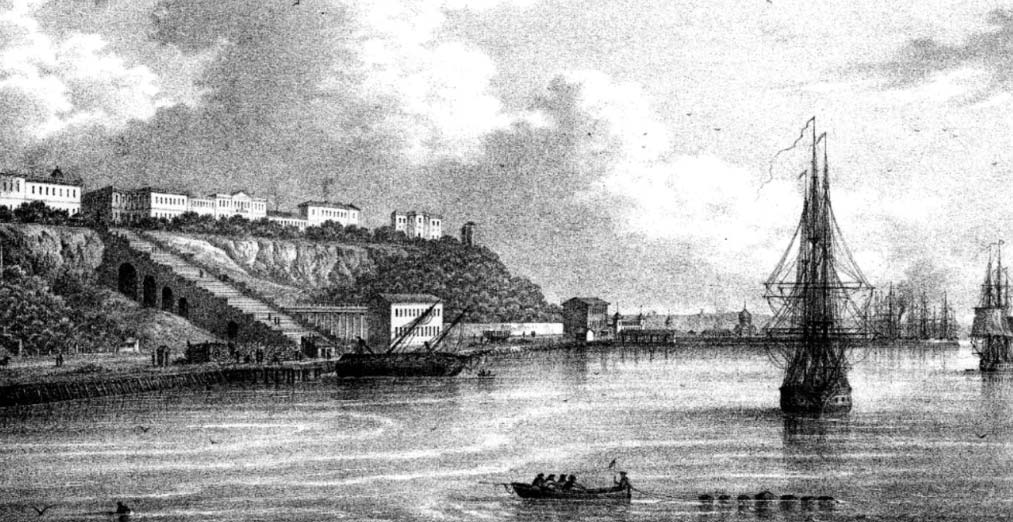
O ilustrație a portului Odesa de la mijl. sec. XIX. Sunt vizibile Scările Potemkin.

În 1841, bulevardul Nikolayevskiy (actuala promenadă Maritimă, sau oficial bulevardul Primorskiy) a fost conectat la port prin intermediul unei scări gigantice din aproximativ 200 de trepte, acum cunoscut sub denumirea de Scările Potemkin. O reconstrucție de amploare a portului a fost finisată în noiembrie 1850. În anii 1895-1902 de-a lungul Scărilor Potemkin a fost construit un funicular.
În timpul celui de-Al Doilea Război Mondial portul Odesa a fost serios avariat. După retragerea forțelor Axei și încheierea ostilităților în oraș s-a început deminarea treptată a portului. Germanii au minat toate cele 43 de dane, toate molurile și spargevalurile, dar și alte obiective. În urma acestei operațiuni au fost dezamorsate 1740 de dispozitive explozive ce conțineau peste 200 tone de explozibil.
Portul Odesa a fost redeschis după mai puțin de jumătate de an, la începutul lui octombrie 1944. În 1945 acesta a atins jumătate din traficul de mărfuri de dinainte de război (anul 1940), iar în 1946 l-a depășit.

## Terminale

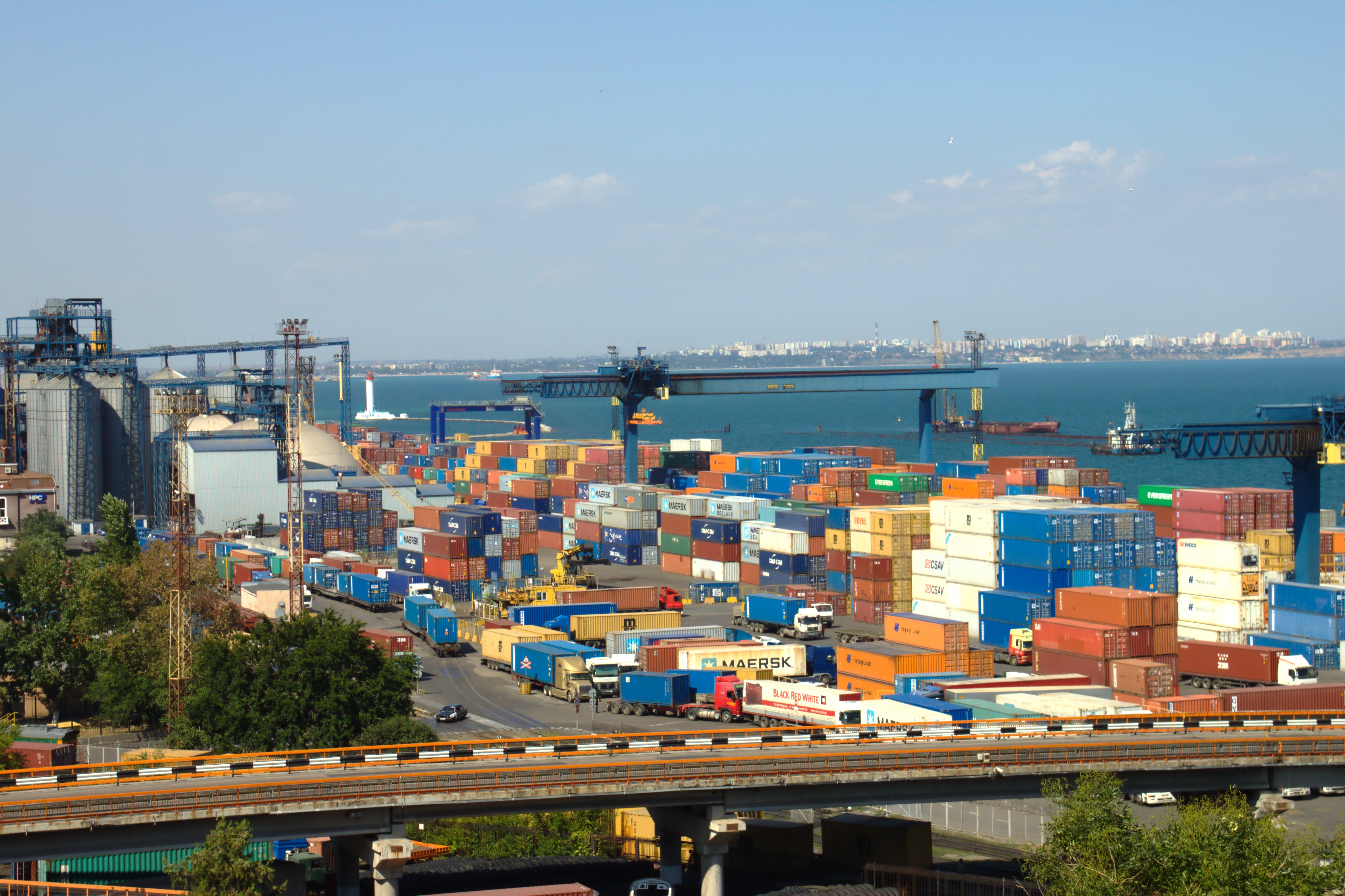
Terminalul de containere a portului

### Terminalul logistic
Acest terminal a fost deschis la 13 mai 2005 și dispune de o suprafață totală de depozitare de 51.500 m². Are două depozite cu o suprafață totală de 2.363,8 m², inclusiv 60,3 m² pentru mărfurile de valoare. Depozitele lucrează non-stop și sunt echipate cu sisteme de rafturi pentru stocarea mărfurilor. O rampă permite accesul simultan a nouă vehicule în depozit. Zona are un sistem de alarmă, de supraveghere, de ventilare și protecție antiincendiară. Un complex de birouri permite arendarea a până la 30 de oficii. Clădirea administrativă dispune de serviciu și personal vamal, o echipă de protecție a frontierelor și câteva agenții de mediu. Paza întregului port este în același timp asigurată de Agenția Securității Maritime din Ucraina, direct responsabilă de securitatea în 15 zone ale portului Odesa.

### Terminalul de gaz și petrol
Terminalul de gaz și petrol este cel mai mare din Ucraina și uneori este numit Districtul Petrolier al Portului Odesa. Acesta are șase dane cu o capacitate totală de 671.000 m³ și deservește depozitele de combustibil ale mai multor companii, printre care Eksimnaftoprodukt (fosta companie sovietică de import-export de petrol), Odesnaftoprodukt (o companie regională de stat), Synthes Oil (o companie parteneră a Eksimnaftoprodukt) și un complex de încărcare a gazului lichefiat deținut de Ukrloadsystem. Terminalul poate primi tancuri petroliere cu capacitatea de 1.000-100.000 tone.
Produsele combustibile sunt transferate prin conducte spre rezervoarele depozitelor. Acestea la rândul lor au acces la rețeaua de căi ferate și pot pompa combustibilii în vagoanele cisternă.
Terminalul are două dane specializate în gaz natural (propan-butan, molul 4 și 7) și un complex de rezervoare la 3 km depărtare cu capacitatea de 6.000 m³. Terminalul poate procesa o cantitate de 700.000 tone de gaz lichefiat pe an.
În total terminalul are o capacitate de 25.500.000 tone pe an:
- 16.000.000 tone petrol
- 6.200.000 tone păcură
- 1.500.000 tone motorină
- 800.000 tone produse petroliere (benzină și VGO)
- 1.000.000 tone gaz condensat

Districtul petrolier are un sistem automatic de protecție. În apele teritoriale ale portului sunt întotdeauna la datorie o șalupă de incendiu și un colector de reziduuri petroliere. Pe lângă acestea mai există și o stație de tratare a apei de balast.

### Terminalul de pasageri

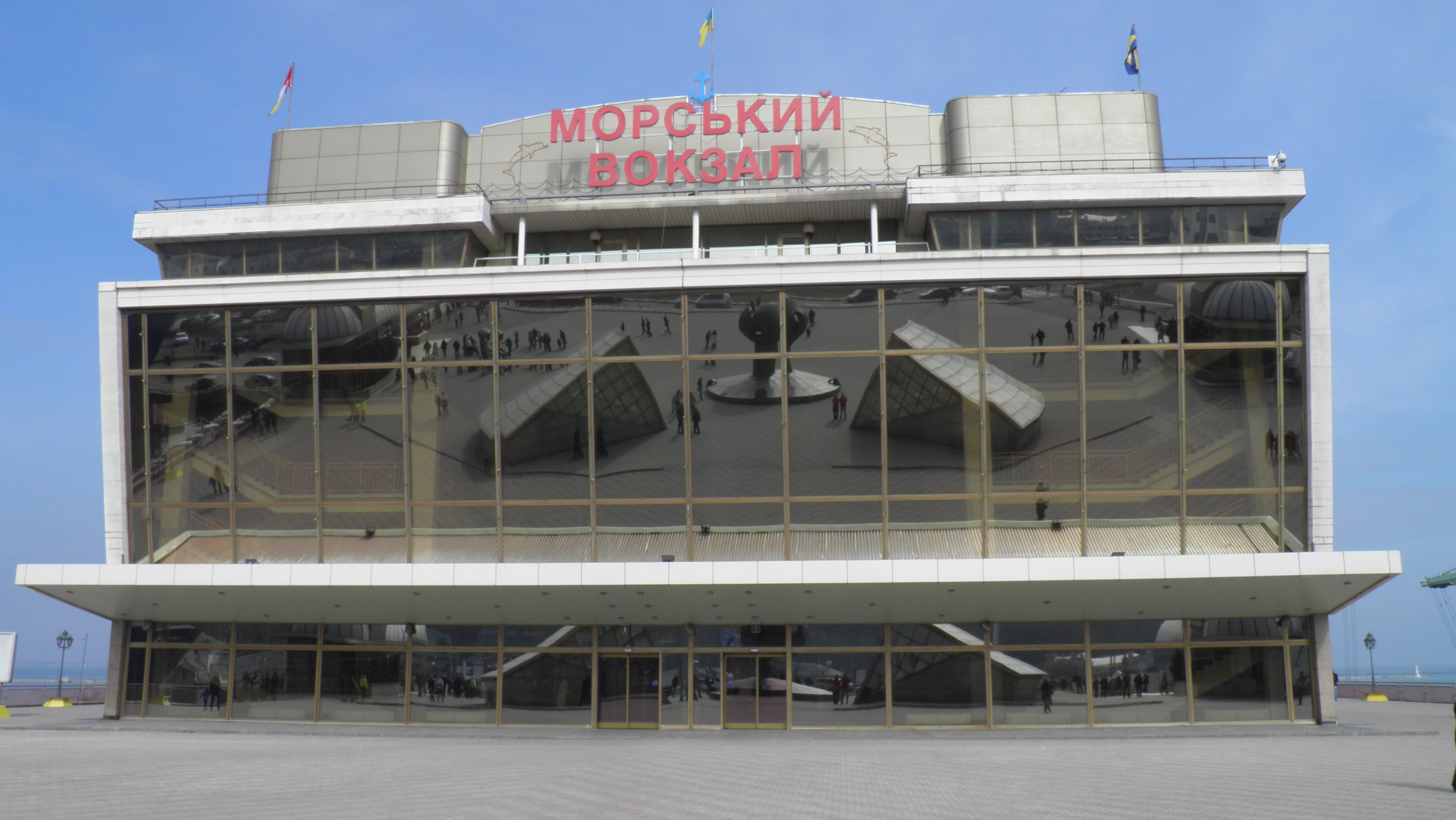
Terminalul de pasageri

Portul Odesa are unul dintre cele mai mari terminale de pasageri din bazinul Mării Negre; în 2007 a procesat în jur de 4 milioane de pasageri. Cinci motonave pot acosta simultan la moluri, lungimea totală a cărora atinge 1.370 m. Adâncimea de lângă moluri variază de la 9,5 m la 11,5 m. Lungimea maximă a navelor care pot acosta este de 330 m.
Complexul include: o parcare de mașini cu supraveghere non-stop, mai multe baruri, o sală de concerte și expoziții, un muzeu de ancore, Muzeul Flotei Maritime a Ucrainei, un port de iahturi, un centru de scufundări (al clubului local Poseidon), Biserica Sfântul Nicolae, restaurantul ”Grand Europa” ș.a.

## Șantierul naval ”Ucraina”

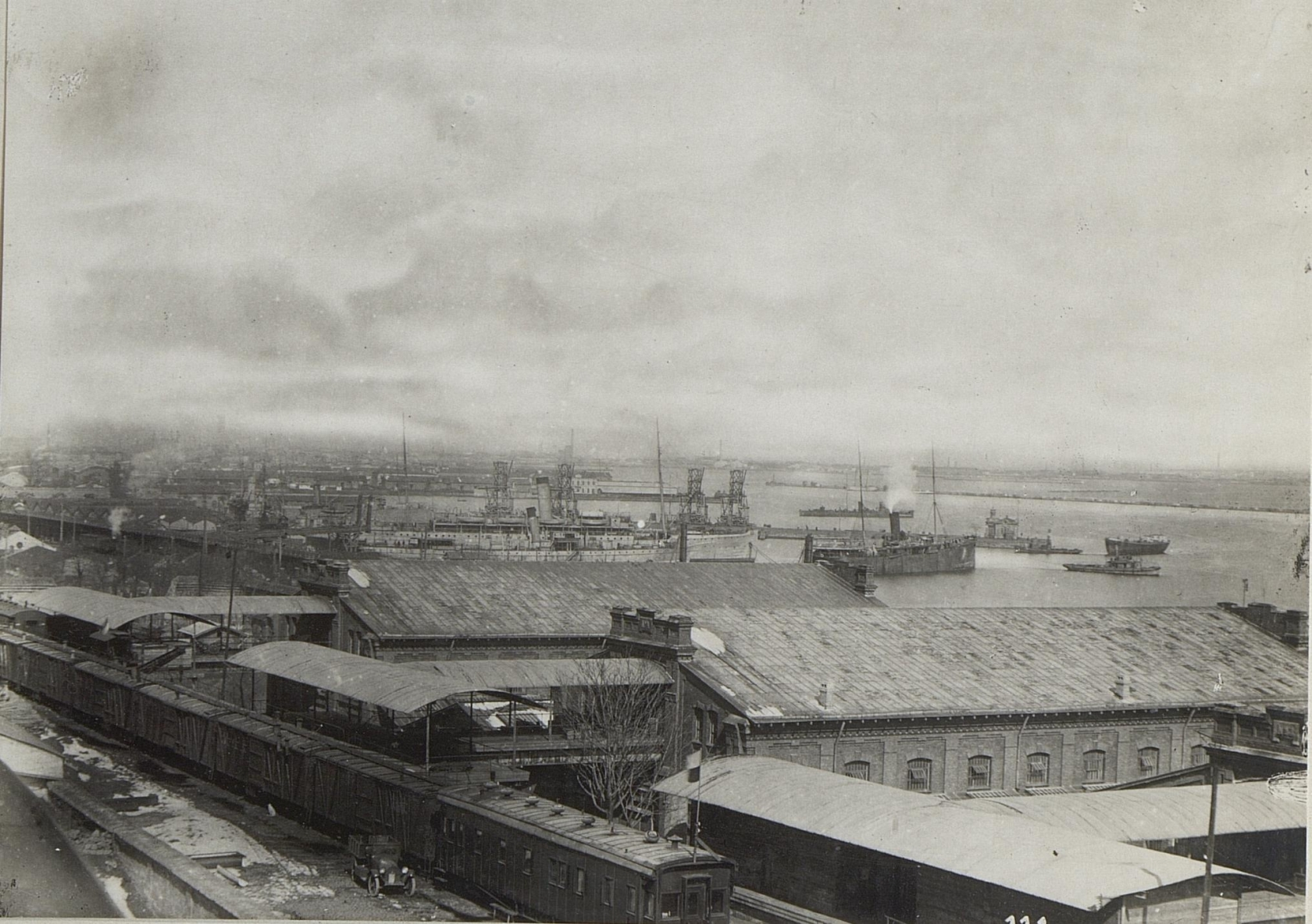
Portul Odesa în 1917.

Șantierul naval a fost instituit un an înainte de fondarea orașului Odesa. În perioada sovietică uzina a fost unul dintre pilonii de bază a Companiei de Navigație a Mării Negre.
Suprafața debarcaderului este de 75.524 m² și poate acomoda nave cu deplasamentul de până la 30.000 tone. Lungimea totală a molurilor este 1.230 m, dintre care 570 m pentru întreținerea navelor. Bazinul de lângă moluri are adâncimea de 7,1 m. Încărcătura navelor poate fi ridicată cu ajutorul a șase macarale portal, fiecare cu capacitatea de 10-30 tone, și a două macarale plutitoare, dintre care una autopropulsată capabilă să ridice 100 tone, și alta fixată pentru maximum 5 tone.

## Galerie

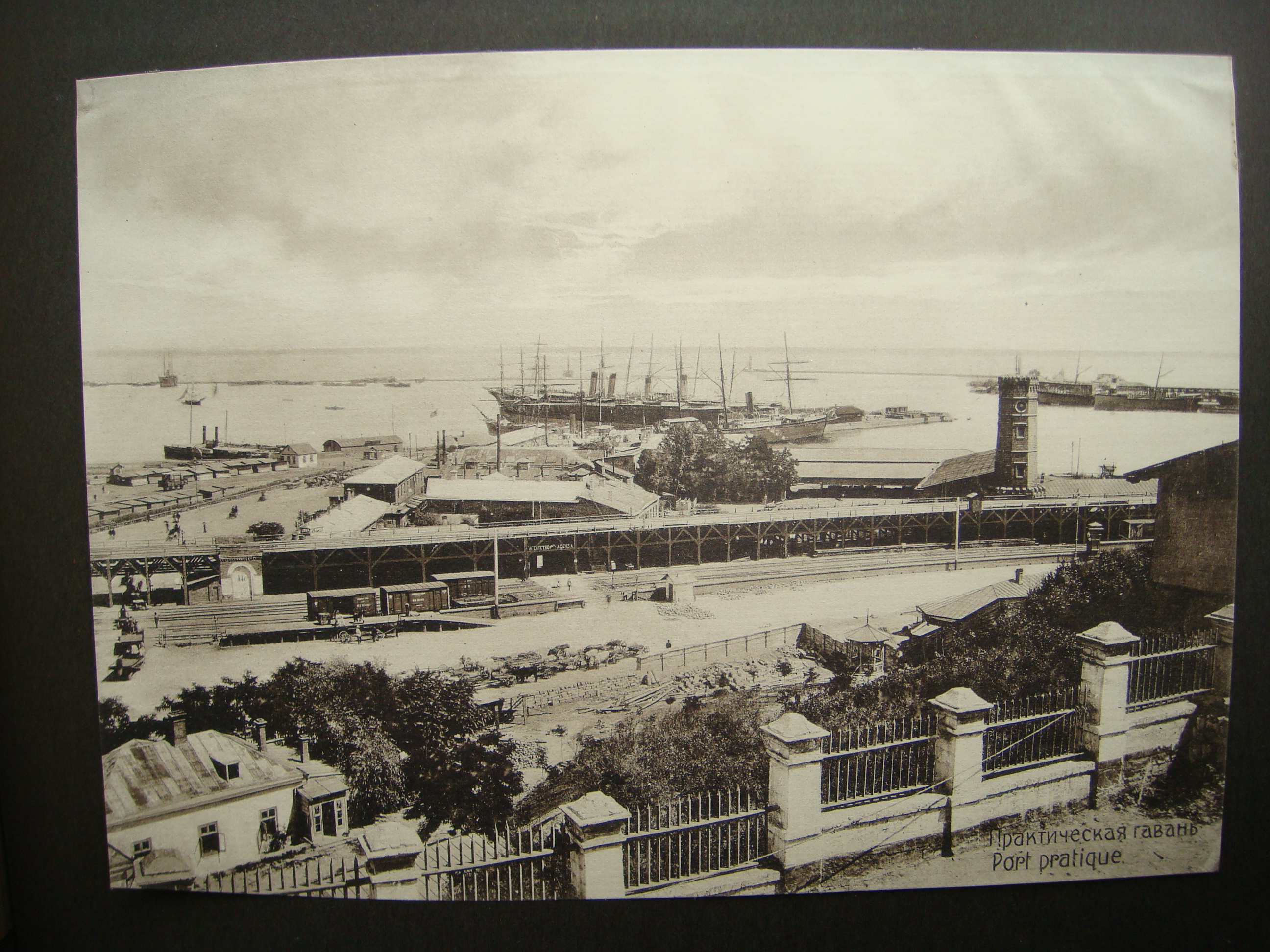
Molul lui Platon și rada Carantinei. Înc. sec. XX
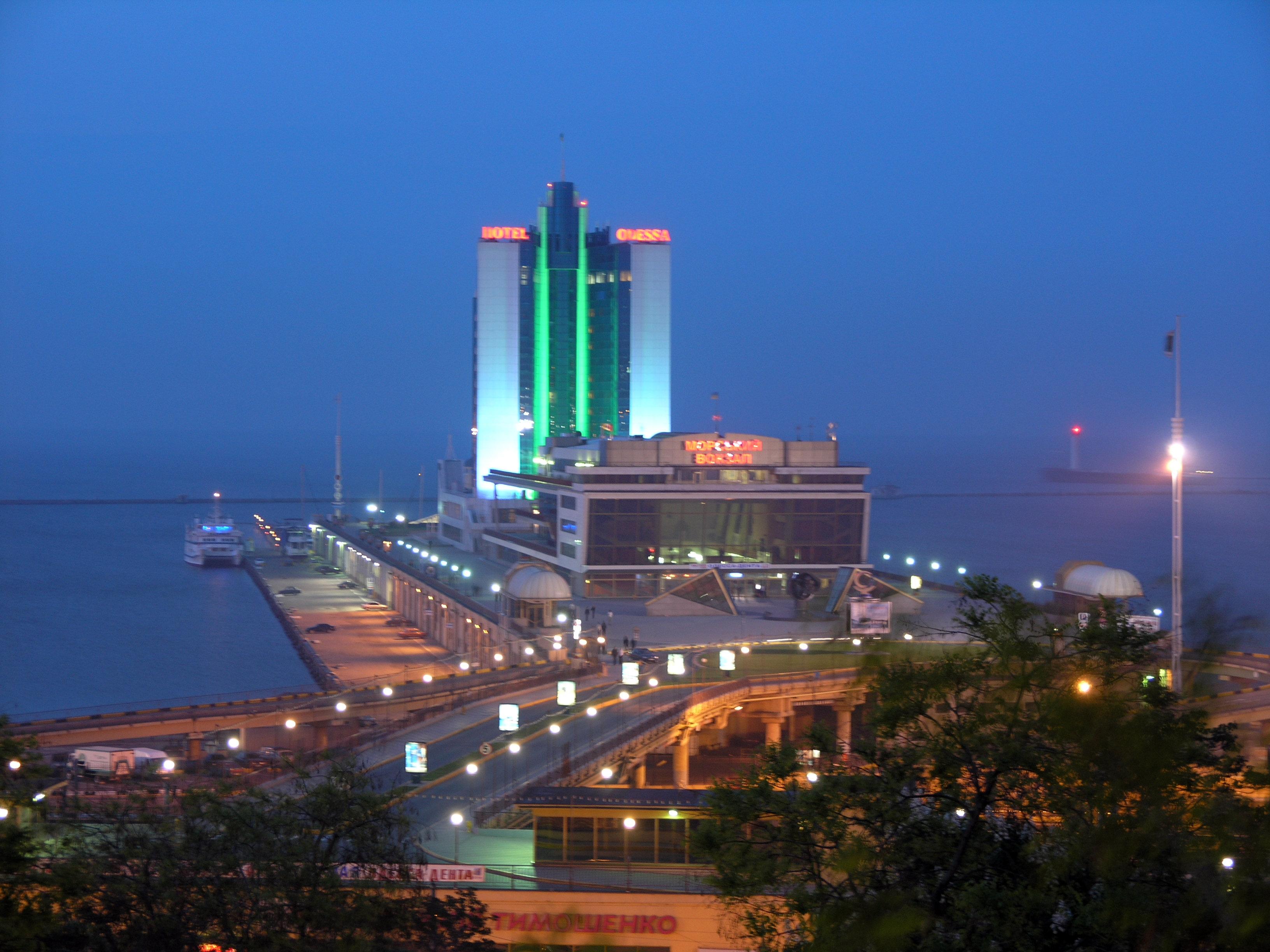
Terminalul de pasageri și hotelul Odesa
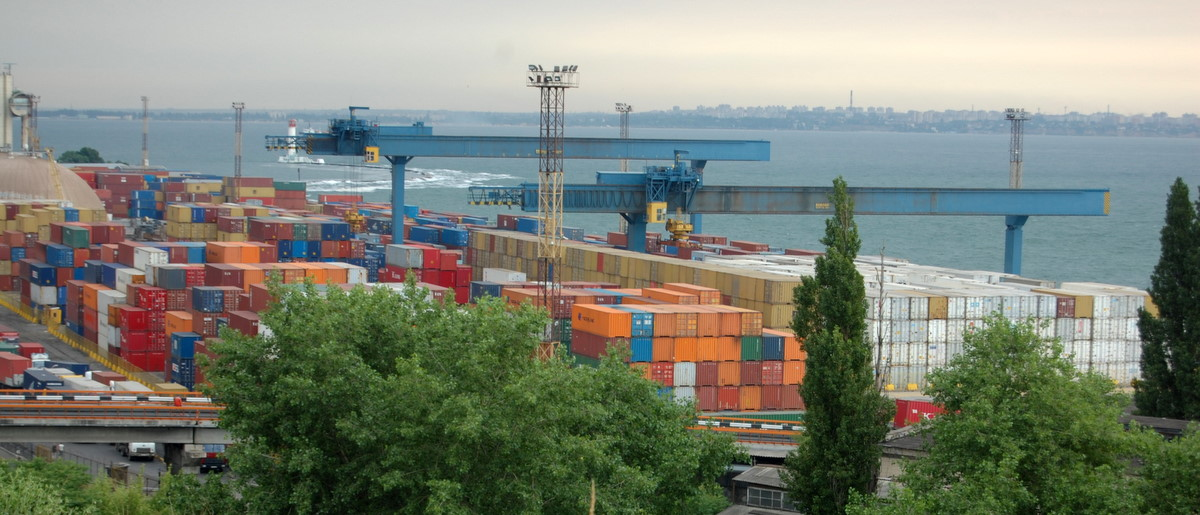
Terminalul de containere în 2007
Clădirea terminalului de pasageriClădirea terminalului de pasageri